# KLM Cityhopper
KLM Cityhopper er KLM Royal Dutch Airlines regionale flyselskab, som er også er en del af Air France-KLMgruppen med dets hovedkvarter i Convair Bygningen ved Amsterdam Airport Schiphol. Selskabet opererer kort-distance  services i og omkring Europa. Rutenettet lyder på 44 destinationer, men dette varierer løbende, efterhånden som nye ruter ser dagens lys eller nedlægges.
Selskabets identitet ligner til forveksling KLMs. Den synlige forskel er blot, at der står Cityhopper under KLM. Der står også “The Flying Dutchman” & “Royal Dutch Airlines” på flyene. En ny skrifttype er blevet lavet til brug for modernisering og marketingskampagner siden 2008.
Selskabet har fem fuldt bemandede baser i Storbritannien, siden KLM Cityhopper købte Air UK og flere hundrede besætningsmedlemmer arbejder i dag for KLM Cityhopper.
KLM Cityhopper tilbyder ofte to klasser på ture, som har mere end 50 minutters varighed.

## Flåde

### Nuværende
KLM cityhopper flåden består af følgende fly 
Gennemsnitsalderen på flyene er 16.1 år.( Okt 2011)  :
* Yderligere en Fokker 70 er i VIP konfiguration og opererer for Det Kongelige Hollandske Kongehus og det Hollandske kabinet.

### Udfaset
- Fokker F27
- Fokker F28
- Fokker 50
- Saab 340

## Ulykker og hændelser
Den 4. april 1994 styrtede KLM Cityhopper, Flight 433 (en Saab 340) i Schiphol, Amsterdam. Tre personer blev dræbt og yderligere ni blev hårdt kvæstet. En lampe på instrumentbordet lyste forkert og piloterne troede derfor, at motoren havde lavt olietryk. Ved Final Approach (endelig afgang) i 30 meters højde besluttede kaptajnen at lave en "Go Around" og satte derfor farten op. Besætningen troede fejlagtigt, at der var for lavt olietryk og fejlbetjente herefter og derfor rullede flyet til højre, stallede og ramte jorden.

## Eksterne links
Skabelon:Portalbox
- KLM Cityhopper
- KLM Cityhopper Arkiveret 4. marts 2019 hos  Wayback Machine (nederlandsk/hollandsk)
- KLM Cityhopper Arkiveret 28. juni 2011 hos  Wayback Machine at KLM
- KLM Cityhopper Arkiveret 22. januar 2011 hos  Wayback Machine at KLM (nederlandsk/hollandsk)